# 김홍신
김홍신(金洪信, 1947년 3월 19일~)은 대한민국의 소설가, 정치인이다. 제15·16대 국회의원을 지냈다. 본관은 김해이며 논산에서 출생했다.

## 이력
1971년에 건국대학교 국어국문학과를 나온 후 대한민국 육군 장교 복무하여 1974년 육군 중위 예편 이후 1993년에는 건국대학교에서 문학박사 학위를 취득하였다.
1976년 《현대문학》에 〈물살〉,〈본전댁〉으로 추천되어 등단하였다. 주요 작품으로 《인간시장》,《바람 바람 바람》,《인간수첩》 등이 있으며, 산업사회의 모순과 비리를 깊이 있게 파헤치고자 하는 작품을 주로 썼다.
김홍신이 1981년에 발표한 장편소설 《인간시장》은 대한민국 최초로 백만부를 돌파한 기록을 가지고 있다. 2007년에는 정계에서 물러나 소설가로 복귀한 후 처음 내놓은 작품인 대하 소설 《대발해》를 출판하였다.
한편으로는 15, 16대 국회의원을 지냈다. 1996년 민주당 비례대표 4번으로 공천을 받아 제15대 국회의원에 당선되면서 정계에 입문하였으며 이후 1997년 신한국당과 민주당의 합당으로 한나라당 소속이 되었다.
1997년 대선 당시에는 한나라당 이회창 후보를 지지하는데 12월 14일, TV 토론 유세를 통해 "김대중 씨가 대통령이 되면 나라가 망하고 불안해질 수밖에 없다"는 식의 수위를 넘는 비방을 일삼아 논란을 빚었다.
1998년 국민의 정부 출범 직후 김대중 당시 대통령을 향해 "너무 거짓말을 많이 한다. 옛말에 염라대왕이 거짓말을 많이 한 사람의 입을 봉한다고 했는데, 공업용 미싱이 필요할 것 같다."라는 발언을 해 당시 여당 측에서 격렬한 항의를 하였다. 결국 대법원에서는 김홍신의원에게 형법상 모욕죄를 적용하여 벌금 100만원을 선고한 1심(서울중앙지방법원)을 유지한 원심(서울고등법원, 별개의 선거법위반죄에 관하여는 벌금 80만원 선고)을 확정하였는데 국회의원직 박탈 기준인 '선거법 위반죄로 벌금 100만원 이상, 또는 기타 죄로 금고형 이상'의 형에 해당되지 않으므로 국회의원직은 그대로 유지되었다.
이러한 문제를 제외하고는 별다른 갈등이 없었기 때문에 16대 국회에서도 한나라당 소속으로 비례대표 의원을 지냈으나, 이후 당론을 따르지 않고 자신의 소신을 굽히지 않는 바람에 보건복지위에서 강제로 쫓겨나는 등의 우여곡절을 겪었다. 참여정부 출범 이후에는 여당 의원들의 출판회에 참석하는 등의 친여 행보를 보였고, 이로 인해 지도부로부터 노골적인 사퇴 압력을 받았다. 결국 2003년 12월 의원직 사퇴와 탈당을 결행하였고, 2004년 17대 국회의원 선거 당시 열린우리당에 입당하여 종로구에 출마하였으나 박진에게 밀려 낙선한 이후, 사실상 정계에 복귀하지 않은 채 본업인 소설가 생활을 계속한다.

## 학력
- 논산대건고등학교
- 건국대학교 국어국문학과
- 건국대학교 대학원 국어국문학과 문학석사
- 건국대학교 대학원 국어국문학과 문학박사

## 이외 이력
- 국회 보건복지위원회 위원
- 1974년: 월간 새빛 편집장
- 1988년: 건국대학교 국문학 강사
- 1991년~1995년: 경제정의실천시민연합 상임집행위원
- 1995년~1997년: 방송문화진흥회 이사
- 1996년~1997년: 민주당 상임위원
- 1997년~2003년: 한나라당 전임위원
- 2000년: 한나라당 홍보위원장
- 2000년: 건국대학교 언론홍보대학원 겸임교수
- 2002년~2004년: 민족화해협력국민협의회 집행위원장
- 2004년: 국제펜클럽 한국본부 이사
- 2004년: 시민운동지원기금 이사
- 2004년: 열린우리당 당무위원
- 2005년~: 평화재단 이사
- 2006년~2008년: 건국대학교 언론홍보대학원 초빙교수
- 2007년~2008년: 대통합민주신당 당무위원
- 2008년~2008년: 통합민주당 당무위원
- 2008년~2008년: 민주당 당무위원
- 2008년~2013년: 건국대학교 석좌교수
- 2010년 8월: 제10회 동서커피문학상운영위원회 위원장
- 2012년~: 한국줄기세포뱅크 회장
- 2013년~: 중앙선거관리위원회 민주시민정치아카데미 원장
- 2017년~2017년: 바른정당 전임고문

## 수상 내역
- 1986년 제12회 한국소설문학상 수상 '풍객'
- 1987년 제6회 소설문학작품상 수상 '내륙풍'
- 1987년 제1회 건국인상 수상
- 1994년 자랑스러운 서울시민 600인 선정
- 1997년 중앙일보 평가 96의정활동 전체 1등 국회의원
- 1999년 한국유권자운동연합평가 98의정활동 전체 1등 국회의원
- 1999년 중앙일보 평가 98의정활동 전체 1등 국회의원
- 1999년 문화일보 평가 제15대 국회 4년 의정활동 전체 1등 국회의원
- 1999년 건강연대 감사패
- 1999년 광주민주화운동행방불명자가족회일동 감사패
- 1999년 국민기초생활보장법추진연대회의 감사패
- 2000년 한국유권자운동연합평가 제15대 국회 의정활동 대상
- 2001년 한국유권자운동연합 제5차 국회 의정활동 최우수상
- 2001년 올해를 빛낸 정치인상
- 2002년 한국유권자운동연합 제6차 국회 의정활동 대상
- 2002년 국정감사NGO모니터단 최우수상
- 2003년 한국유권자운동연합 의정활동 최우수상
- 2003년 국정감사NGO모니터단 최우수상
- 2004년 경향신문ㆍ유권자운동연합ㆍDaum 공동평가 16대 국회 의정활동 전체 1등
- 2004년 폴컴(POLCOM)선정 2003년 베스트 정치인
- 2004년 동아일보, 경실련 공동평가 16대 국회 의정평가 1위
- 2007년 제4회 통일문화대상

## 저서
- 1976년 《본전댁》
- 1979년 《기찻길 옆 오막살이》
- 1980년 《해방영장》
- 1981년 《인간시장》
- 1982년 《난장퍈》
- 1982년 《바람 바람 바람》
- 1983년 《대곡》
- 1986년 《풍객》
- 1986년 《제4계급》
- 1987년 《내륙풍》
- 1988년 《바람개비》
- 1989년 《벌거숭이들》
- 1990년 《도시에 갇힌 새》
- 1991년 《역마살》
- 1991년 《그대 영혼 훔치다》
- 1992년 《가슴을 열어 사랑을》
- 1992년 《사랑의 장난》
- 1994년 《흔들려도 너는 세상의 중심에 있다》
- 1995년 《대통령 정신차리소》
- 1996년 《칼날위의 전쟁》 ISBN 89-7337-132-0
- 1998년 《인간시장》ISBN 89-7292-206-4
- 1998년 《행복과 갈등》 ISBN 89-7259-889-5
- 1999년 《우리들의 건달신부》ISBN 89-527-0508-4
- 2000년 《초한지》 ISBN 978-89-92673-01-3
- 2003년 《세상 사는 방법을 묻는 사람들에게》	ISBN 89-90532-02-7
- 2004년 《한 잎의 사랑》 ISBN 89-7075-310-9
- 2007년 《대발해》 ISBN 978-89-92673-10-5
- 2009년 《인생 사용 설명서》 ISBN 89-7337-063-4[4]
- 2015년 《단 한 번의 사랑》
- 2017년 《바람으로 그린 그림》
- 2024년 《겪어보면 안다》. 해냄출판사(2024년 7월 10일). ISBN 9791167140838[5]

## 역대 선거 결과
|  | 11.2% |

|  | 37.9% |

|  | 42.14% |

## 소속 정당
| 소속 정당 | 소속 정당  | 소속 기간 | 비고           |
| --------- | ---------- | --------- | -------------- |
|           | 통합민주당 | 1996      | 정계 입문      |
|           | 민주당     | 1996~1997 | 당명 변경      |
|           | 한나라당   | 1997~2003 | 합당           |
|           | 무소속     | 2003~2004 | 탈당           |
|           | 열린우리당 | 2004      | 입당           |
|           | 무소속     | 2004~현재 | 탈당 정계 은퇴 |

## 같이 보기
- 대한민국 제15대 국회의원 선거 통합민주당 후보 목록#전국구
- 대한민국 제16대 국회의원 선거 한나라당 후보 목록#비례대표